# Anna Hofmokl-Radomska
Anna Teresa Hofmokl-Radomska (ur. 3 kwietnia 1930 w Podbużu, zm. 15 stycznia 2022) – polska siatkarka i lekkoatletka, z zawodu lekarz stomatolog.

## Życiorys
Była zawodniczką HKS Łódź i Unii Łódź.
W 1952 zdobyła wicemistrzostwo Polski w trójboju na mistrzostwach Polski seniorów w lekkoatletyce. W 1955 zdobyła srebrny medal w trójskoku z miejsca podczas zimowych mistrzostw Polski.
Z Unią Łódź zdobyła w 1952 brązowy medal mistrzostw Polski w siatkówce. W latach 1953–1955 wystąpiła w siedmiu spotkaniach w reprezentacji Polski seniorek w tej dyscyplinie sportu.
Była absolwentką Akademii Medycznej w Łodzi (1953), pracowała jako lekarz stomatolog.
Jej mężem był Marian Radomski.